# Římskokatolická farnost Dolní Věstonice
Římskokatolická farnost Dolní Věstonice je územní společenství římských katolíků s farním kostelem svatého Michaela archanděla v obci Dolní Věstonice v mikulovském děkanství v rámci brněnské diecéze.

## Historie farnosti
Nejstarší dochovaná část kostela v Dolních Věstonicích pochází z první poloviny 14. století. Letopočet 1581 v nadpraží vstupu na věž datuje dokončení opěrného systému, žebrové síťové klenby a věže. Ve 20. letech 18. století nahradila zbořený gotický presbytář barokní varianta.

## Duchovní správci
Administrátorem excurrendo je od 17. února 2012 R. D. Mgr. Pavel Pacner.

## Bohoslužby
| Kostel                      | Místo           | Bohoslužba (den)       | Hodina | Poznámka     |
| --------------------------- | --------------- | ---------------------- | ------ | ------------ |
| svatého Michaela archanděla | Dolní Věstonice | nekonají se pravidelně |        | farní kostel |

Od roku 2015 se začaly pořádat v kostele v letní turistické sezóně pořádat občasné bohoslužby, konala se zde rovněž hodová mše svatá. V kostele také proběhl v toto roce cyklus koncertů věnovaný skladateli Giovanni Battista Alouisimu, který zde byl v polovině 17. století farářem.

## Aktivity ve farnosti
Dnem vzájemných modliteb farností za bohoslovce a bohoslovců za farnosti brněnské diecéze je 29. březen. Adorační den připadá na neděli po 22. březnu. Ve farnosti se neslouží pravidelné bohoslužby.
Fara v Dolních Věstonicích slouží od roku 2006 klientům brněnské charity.
Ve farnosti se pravidelně pořádá tříkrálová sbírka. V roce 2015 se při ní vybralo 8 557 korun.Při sbírce v roce 2016 činil výtěžek 8 855 korun.